# Homer maire !
Homer maire ! (France) ou Si la tendance à pas de maintien (Québec) (See Homer Run) est le 6e épisode de la saison 17 de la série télévisée d'animation Les Simpson.

## Synopsis
Alors que Lisa a mis tout son cœur dans la création d'un cadeau à l'occasion de la fête des pères, Homer reste indifférent face à cette preuve d'amour de sa fille, ce qui a pour conséquence de blesser terriblement Lisa. Quand il se rend compte de sa négligence, Homer va tenter de reconquérir le cœur de Lisa en occupant le rôle de responsable de la sécurité à l'école élémentaire dans un costume de salamandre géante.